# ウェスパ椿山駅
ウェスパ椿山駅（ウェスパつばきやまえき）は、青森県西津軽郡深浦町大字舮作（へなし）字鍋石にある、東日本旅客鉄道（JR東日本）五能線の駅。

## 歴史
- 2001年（平成13年）12月1日：東日本旅客鉄道の臨時駅として開業[2][3]。臨時快速「リゾートしらかみ」のみの停車。
- 2002年（平成14年）12月1日：普通列車も停車し、一般旅客駅に昇格。
- 2010年（平成22年）4月1日：深浦駅から五所川原駅に管理駅が変更となる。
- 2024年（令和6年）10月1日：えきねっとQチケのサービスを開始[1][4]。

## 駅構造
単式ホーム1面1線を有する地上駅である。
弘前統括センター（五所川原駅）管理の無人駅である。隣接する物産館コロボックルが駅舎機能を担っており、物販や観光案内も行っている。
ホーム北西寄りに8620形蒸気機関車78653号が静態保存されている。これは、2006年（平成18年）に茨城県の神峰公園から譲り受けたものである。

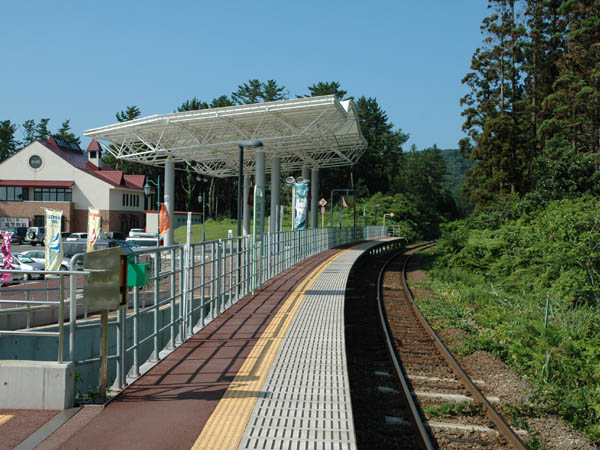
ホーム
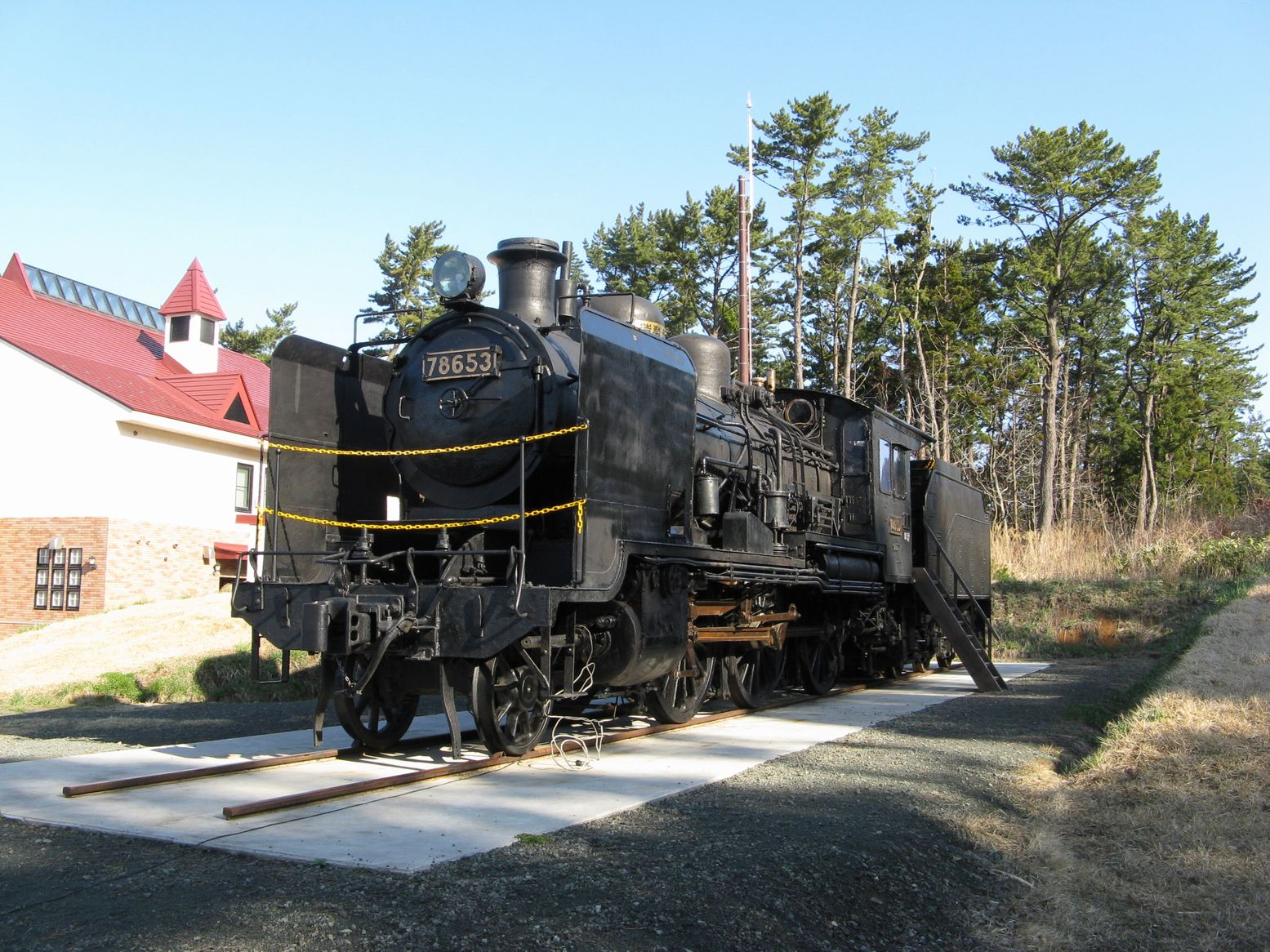
駅前に保存されている78653号蒸気機関車

## 駅周辺
駅名になっているウェスパ椿山は駅に隣接していたが、2020年（令和2年）10月に閉鎖された。その後、ウェスパ椿山にあった物産館コロボックルが独立し、2021年（令和3年）7月21日にリニューアルオープンした。
- みちのく温泉

## その他
2018年度（平成30年度）および2019年度（令和元年度）では、当駅の観光駅長の委嘱状交付後に、臨時快速「リゾートしらかみ」1号の出迎えをする取り組みが実施されていた。
列車の到着時刻に合わせて不老ふ死温泉への無料シャトルバスが運行されている（最寄り駅は艫作駅だが、快速の停車するウェスパ椿山駅のほうが便利であるため）。

## 隣の駅
東日本旅客鉄道（JR東日本）
■五能線
- 臨時快速「リゾートしらかみ」停車駅

□快速
十二湖駅 ← ウェスパ椿山駅 ← 深浦駅
■普通
陸奥沢辺駅 - ウェスパ椿山駅 - 艫作駅